# Mykola Plaviouk
Mykola Plaviouk (en ukrainien : Микола Васильович Плав'юк, Mykola Vassyliovytch Plaviouk) né le 5 juin 1925 à Roussiv dans l'oblast d'Ivano-Frankivsk, et mort le 10 mars 2012, est un homme politique ukrainien. Émigrant, il fut Président du Congrès mondial ukrainien de 1978 à 1981 puis de l'UNR en exil de 1989 à 1992.
Durant une session solennelle de la Verkhovna Rada le 22 août 1992 à Kiev, Mykola Plaviouk remit à Léonid Kravtchouk, Président de l'État Indépendant Ukrainien proclamé le 24 août 1991, une déclaration de délégation de pouvoir et une cessation d'activité du centre étatique de la République Nationale Ukrainienne (UNR) en exil.
Dans cette déclaration, il est précisé que le nouvel État ukrainien est le successeur légitime de l'UNR.